# Andrew Beauchamp-Proctor
Andrew Frederick Weatherby Beauchamp-Proctor (1894. szeptember 4. – 1921. június 21.) vadászpilóta az első világháborúban. 54 légi győzelmével a háború legsikeresebb dél-afrikai ászpilótája volt, a Brit Birodalmon belül pedig az ötödik legjobb.

## Pályafutása kezdetei
Andrew (egyes források szerint keresztneve Anthony volt) Beauchamp-Proctor 1894. szeptember 4-én született a fokföldi Mossel Bay városában. Dél-Afrika legrégebbi bentlakásos iskolájában, a fokvárosi College House Residence-ben tanult, amelynek apja volt az igazgatója. A Fokvárosi Egyetemen tanult mérnöknek, amikor kitört az első világháború. Beauchamp-Proctor félbehagyta tanulmányait és csatlakozott Edinburgh Hercegének Saját Lövészezredéhez (Duke of Edinburgh's Own Rifles). Híradósként szolgált Német Délnyugat-Afrika megszállásában, majd a hadművelet lezárulta után 1915 augusztusában leszerelt és visszatért az egyetemre. A harmadik tanév befejezése után, 1917 márciusában jelentkezett a brit haderőnél, ezúttal a Királyi Légierőhöz.
Harmadosztályú szerelőként vették fel, de aztán Oxfordban elvégezte a pilótaképző tanfolyamot. Annak ellenére sikerült megtanulnia repülőgépet vezetni, hogy igen alacsony volt (157 cm) és az ülést meg kellett emelni, hogy kilásson és elérhesse a vezérlőszerkezeteket. Első önálló repülésére ötórányi repülési tapasztalat után került sor és leszálláskor összetörte a futóművet. Tízórás tapasztalat után 1917 júliusában beosztották a 84. repülőszázadba (No. 84 Squadron), amelyet akkor szerveztek át bombázószázadból vadászokká.

## A német fronton
Az S.E.5-ös repülőgépekkel felszerelt századot 1917. szeptember 23-án Franciaországba szállították, hogy a nyugati fronton harcoljon. A William Sholto Douglas őrnagy által vezetett egység a leghatékonyabb brit vadászszázaddá vált, tagjai összesen 323 ellenséges repülőt vagy megfigyelőléggömböt lőttek le és 25-en érték el az öt légi győzelem után járó ászpilótai minősítést. Közülük is kiemelkedett Beauchamp-Proctor, akinek majdnem háromszor annyi győzelme volt, mint a század következő legjobb pilótájának. Ezt annak ellenére érte el, hogy repülőgépvezetői képessége meglehetősen közepes volt, háromszor törte össze a gépe futóművét landoláskor, még mielőtt egyetlen német repülőt is lelőtt volna. A géppuskát viszont kiválóan kezelte.
Első légi győzelmét 1918. január 3-án szerezte egy német kétüléses felderítő földre kényszerítésével. Február végére négy másik ellenséges aeroplánt lőtt ki és Beauchamp-Proctor bekerült az ászpilóták elit klubjába. Márciusban újabb négy győzelmet adhatott diadallistájához, közülük hármat öt percen belül lőtt ki március 17-én. Május 19-én öt ellenséges légijárművet tett harcképtelenné: reggel egy német felderítő repülőt, majd negyedórával később egy Albatros D.V-öt kényszerített földre; aznap este újabb három D.V bánta a vele való találkozást.
Első megfigyelőballonját 1918. június 1-én lőtte ki: ez volt a 22. légi győzelme. Júliusban egy hónapra visszavonták a frontról és a hátországban segítette a légierő toborzását. Miután visszatért az arcvonalra, augusztus 8-án újabb megfigyelőballont semmisített meg (29. győzelem). A következő napon az általa vezetett kötelék harcba keveredett egy német repülőrajjal, amelynek a híres repülőász, Hermann Göring volt a parancsnoka; vesztesége egyik félnek sem volt. Augusztus 22-én hat ballont támadott meg: egyiküket felgyújtotta, a többi személyzete ejtőernyővel kiugrott, a léggömböket földre húzták. Szeptemberben csak ballonok ellen volt sikeres, négyet lőtt ki belőlük.
Október elejére összesen 54 ellenséges légijárművet semmisített meg vagy kényszerített földre. Tizenhat léggömbjével ő lett a legsikeresebb brit ballonvadász. Október 8-án egy földről leadott lövés megsebesítette a karját és a háború végéig harcképtelen maradt.

## A háború után
1919 márciusában engedték el a kórházból. Négy hónapig előadásokat tartott az USA-ban, majd visszatért Angliába és századosi (flight lieutenant) rangban véglegesítette helyét a Királyi Légierőnél. 1919-ben egyéves szabadságot kapott, hogy befejezhesse tanulmányait és megszerezze mérnöki diplomáját.
1921. június 21-én a londoni Hendon légitámaszponton egy bemutatóra gyakorolt, amikor Sopwith Snipe repülőgépe egy alacsonyan végrehajtott hurok után pörögni kezdett és a földnek csapódott. Andrew Beauchamp-Proctor a helyszínen meghalt. Wiltshire-ben temették el, de 1921 augusztusában Dél-Afrikába szállították és állami temetést kapott.

## Kitüntetései
- Hadikereszt (Military Cross) (1918. június 22.)
- Kiváló Repülő Érdemkereszt (Distinguished Flying Cross) (1918. augusztus 3.)
- Kiváló Szolgálatért Érdemrend (Distinguished Service Order) (1918. november 2.)
- Viktória-kereszt (Victoria Cross) (1918. november 30.)

## Fordítás
- Ez a szócikk részben vagy egészben  az   Andrew Beauchamp-Proctor című angol Wikipédia-szócikk ezen változatának fordításán alapul.  Az eredeti cikk szerkesztőit annak laptörténete sorolja fel. Ez a jelzés csupán a megfogalmazás eredetét és a szerzői jogokat jelzi, nem szolgál a cikkben szereplő információk forrásmegjelöléseként.